# Аристократија
Аристократија је врста владавине коју чине мале привилеговане класе или мањине састављене од оних најбоље квалификованих за управљање. Појам аристократија је значио у старој Грчкој систем владања као „владавину најбољих“. Реч је изведена од две грчке речи – аристос што значи најбоље и кратос што значи владавина.
Грчки филозофи, Платон и Аристотел, под аристократијом су подразумевали систем „владавине најбољих“, морално и интелектуално супериорнијих који, претпоставља се, владају у интересу становништва. Ова врста владавине се разликује од монархије или тираније, олигархије и тимократије, као и од многих врста демократије. Будући да је „најбољи“ вредносна и субјективна категорија, врло је тешко објективно и квалитативно разликовати аристократију од олигархије или тимократије. Пошто монархија такође има и аристократију и пошто се бирају најбољи и у демократским системима, може се рећи да су по дефиницији и у њима присутни елементи аристократије. Из ових разлога, појам аристократија се користи и за означавање система где постоји један виши слој који управља ширим слојем неког друштва. Стога, виши ранг неке владе чини политичка аристократија државе, највиши слој у религији чини аристократију цркве и најбогатији индустријалци и финансијери чине аристократију економског богатства.
У ширем значењу речју аристократија се мисли на богатији слој друштва, на породице и наследнике већ доказаних властодржаца, па и на племство које је остварило различите бенефиције у друштву рецимо кроз јунаштво у ратовима њихових предака.
Кроз историју се сматрало да припадници аристократије не само да имају већа права него други људи, већ тада имају и веће обавезе да се владају пристојно, племенито, узвишено и дарежљиво. Они су често били ступови друштва, и ако је њихово владање било узвишено, тада је и друштво у целини било просперитетно. Вреди и обратно.